# シェーンブルン・イエロー
シェーンブルン・イエロー（ドイツ語：Schönbrunner Gelb）はバロック末期のオーストリアで公共建築物の塗装カラーとして流行した色。ドイツ語の別名に、「ハプスブルク・イエロー」(Habsburgergelb)、「皇帝イエロー」(Kaisergelb)がある。赤みがかった黄土色で、ゴールド系オーカー(Goldocker、金色系の黄土色)の石灰顔料から作られる。19世紀後半に時代趣向が変化すると、これよりも明るく、パステル画に適したザイテンシュテッテン・イエローが、時代に合うものとして好まれた。シェーンブルン・イエローは「バロック・イエロー」(Barockgelb)とも呼ばれ、バイエルン、ボヘミア、ハンガリー、スロベニアを包含する広範囲のエリアに広められた。

## シェーンブルン・イエロー
オーストリアで宮殿などの豪華建築にフランスやイタリア産のゴールド系オーカーの顔料（中性暖色系の濃いグレー色調を混ぜて）で彩色・塗装する慣行は、バロック時代に遡るが、1780年代に皇帝ヨーゼフ2世の規定により、オーストリア・ハンガリー領内の全ての国家建造物とハプスブルク家の建築物をこのオーカーで塗ることが定められた（「マリア・テレジア・イエロー」の俗称があるが、マリア・テレジアは1780年に死去しており、この規定の制定者ではないため注意を要する）。フランス産（フランス南部のオーカー採石場から）の輸入品はかなり高価だったが、領内のボヘミアにもオーカーの産地があり、これで需要を満たすことができた。この規定はヨーゼフ2世特有の重商主義的、重農主義的な政策の模範的な事例とされている。
色の名称はウィーンのシェーンブルン宮殿の色調に由来している。1817年～1819年、ヨハン・アマンにより、当時の古典主義的な時代趣向に合わせる形で建物正面の色が一つの色調に統一された。このときに採用されたイエロー（シェーンブルン・イエロー）が20世紀に至るまでオーストリア・ハンガリー二重帝国を象徴するカラーとなり、鉄道駅と政府庁舎は全てこの色を用い、宮殿・修道院・教会の多くで採用され、富裕市民や農民にも受容されてその邸宅や農家建築にまで好んで使われた。
製造方法は、まず石灰を緑の硫酸鉄(II) (FeSO4)で色付けする。続いて、沈殿と酸化反応により黄色の酸化水酸化鉄(III)(FeO(OH))を生成し、これを色の基調として利用する。火災などで加熱されると、この酸化水酸化鉄(III)が酸化の化学反応を起こして赤茶色の酸化鉄(III) (Fe2O3)に化学変化する。

シェーンブルン宮殿
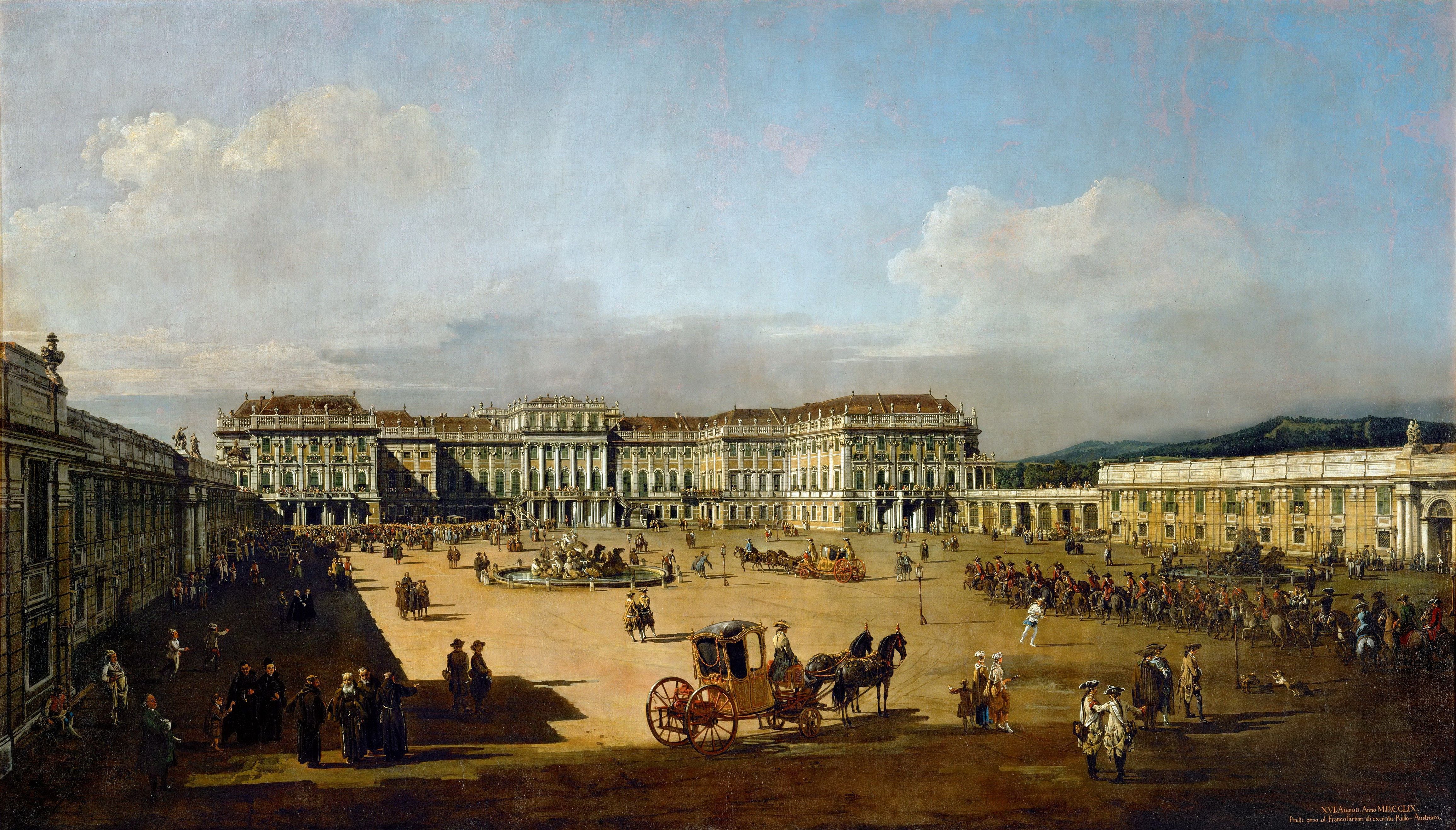
ベルナルド・ベッロット(カナレット)画(1758/61年)。側面（右端）の建物は典型的なシェーンブルン・イエローであるのに対し、中央の主要部は変化に富んだバロック風のイエローとなっている。
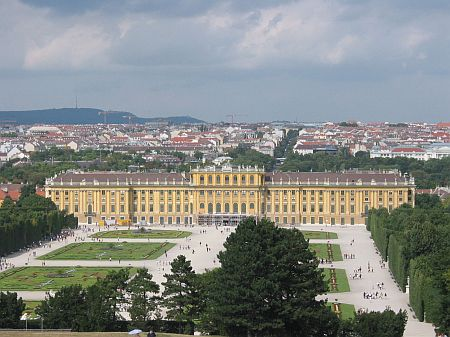
今日の様子(2005年)。2000年の西側正面（写真では左手側）の修復後の状態。
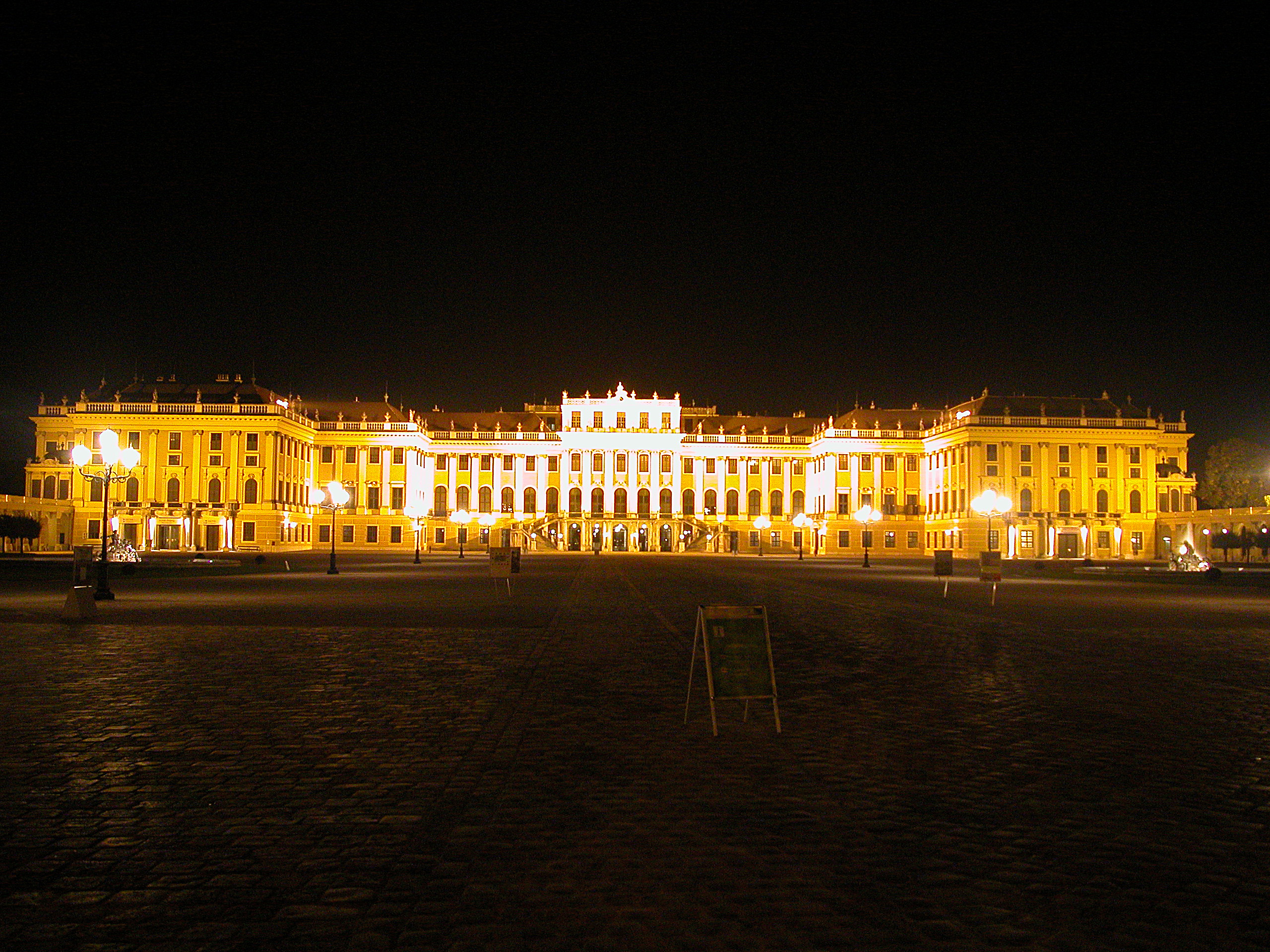
夜のライトアップ。色調の統一がなされる前のヨーゼフ2世時代の変化に富んだ色調に近い印象となっている（画像では色が強めに出ている）。

## ザイテンシュテッテン・イエロー
ザイテンシュテッテン・イエロー(Seitenstettner Gelb)の名称はニーダーエーステライヒ州南西部のモスト地方にあるザイテンシュテッテン修道院に由来する。シェーンブルン・イエローが薄く色あせたような色合いとなっており、19世紀後半に流行した新バロック様式の時代趣向にはシェーンブルン・イエローよりも適しており、好んで用いられた。この色はモスト地方で伝統的に教会建築や世俗建築（司祭館、四稜家屋など）に使われている色である。モスト地方の建築物では、雨どいのモルタル、窓、コーニス（蛇腹）、建物の角に白の飾り枠を付け、壁面のイエローを格子状に区切る模様となっている。

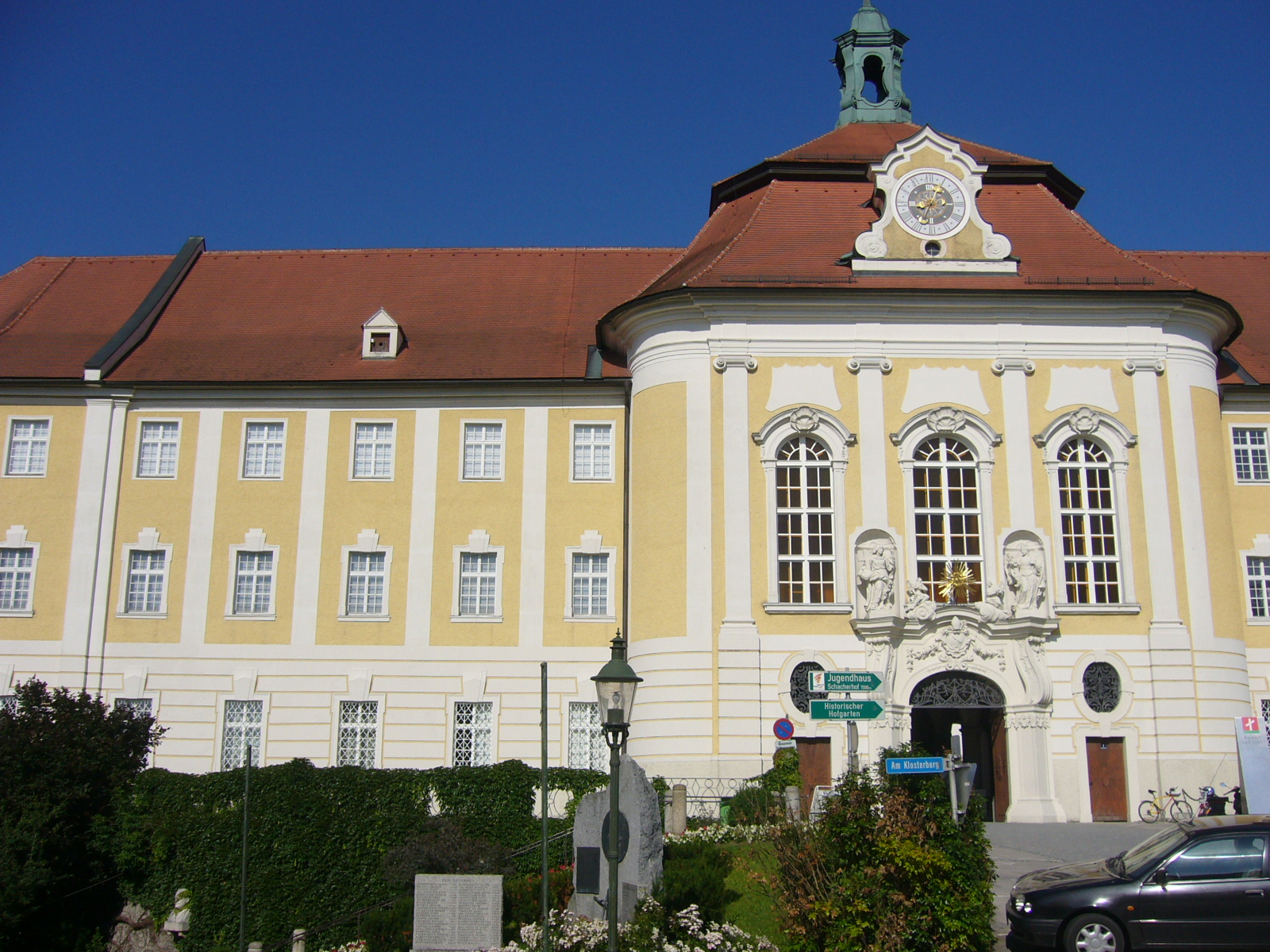
ザイテンシュテッテン修道院
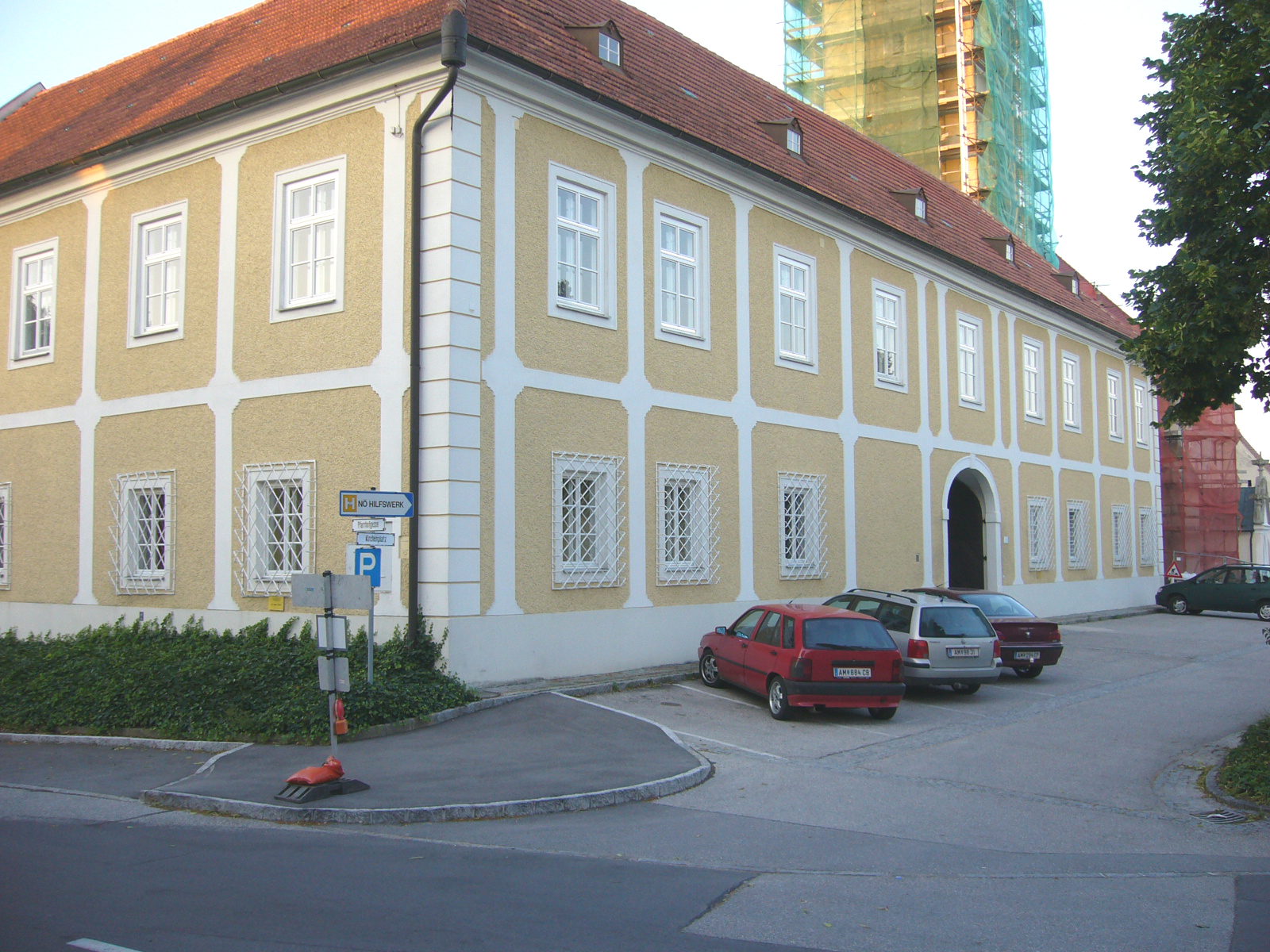
アッシュバッハ・マルクト司祭館
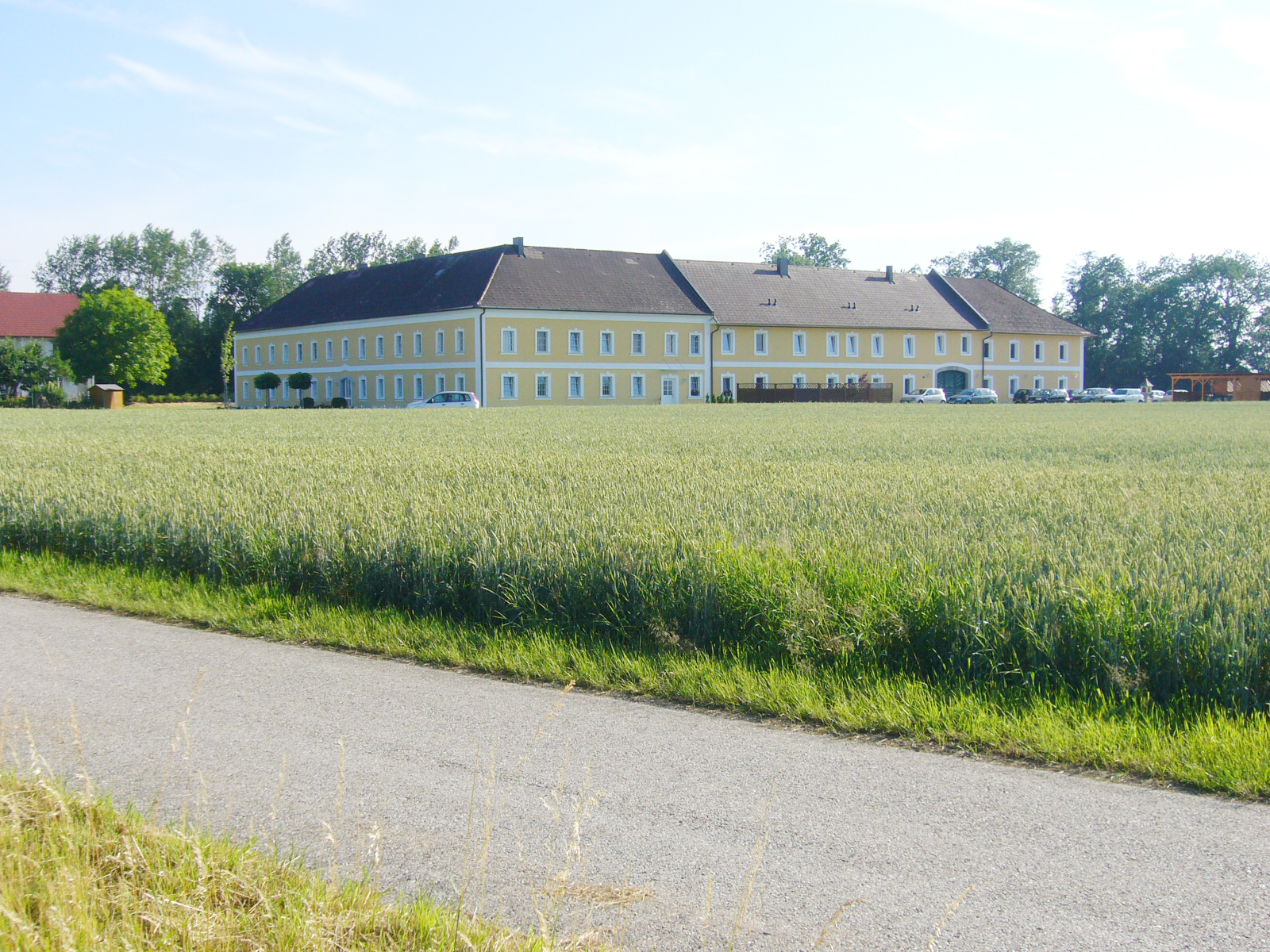
モスト地方の四稜家屋(Vierkanter)